# Muddebihal
Muddebihal è una città dell'India di 28.235 abitanti, situata nel distretto di Bijapur, nello stato federato del Karnataka. In base al numero di abitanti la città rientra nella classe III (da 20.000 a 49.999 persone).

## Geografia fisica
La città è situata a 16° 19' 60 N e 76° 7' 60 E e ha un'altitudine di 562 m s.l.m..

## Società

### Evoluzione demografica
Al censimento del 2001 la popolazione di Muddebihal assommava a 28.235 persone, delle quali 14.443 maschi e 13.792 femmine. I bambini di età inferiore o uguale ai sei anni assommavano a 3.996, dei quali 2.079 maschi e 1.917 femmine. Infine, coloro che erano in grado di saper almeno leggere e scrivere erano 18.903, dei quali 10.855 maschi e 8.048 femmine.